# Chaetodon nippon
El Chaetodon nippon es un pez mariposa marino, de la familia de los Chaetodontidae. 
Su nombre común más popular en inglés es Japanese butterflyfish, o pez mariposa japonés; y Shirakodai, es su nombre común en japonés.
Es una especie generalmente común en su área de distribución, y con poblaciones estables.

## Morfología
Posee la morfología típica de su familia, cuerpo ovalado y comprimido lateralmente. 
La coloración base del cuerpo es amarilla. La cabeza es nacarada. Las aletas pectorales y las pélvicas son amarillas. La parte posterior de las aletas dorsal y anal son en color negro con un fino margen blanco. La aleta caudal es amarilla, con la parte posterior transparente.
Tiene 12-13 espinas dorsales, entre 18 y 20 radios blandos dorsales, 3 espinas anales, y entre 15 y 16 radios blandos anales.
Alcanza los 15 cm de largo.

## Hábitat y distribución
Especie asociada a arrecifes costeros, tanto en laderas superficiales, como en lagunas con rico crecimiento coralino y parches de arena. Normalmente se les ve en pequeños o grandes grupos.
Su rango de profundidad está entre 5 y 30 metros, aunque probablemente se registre a mayor profundidad. 
Se distribuye exclusivamente en aguas tropicales del océano Pacífico oeste. Es especie nativa de Japón, Corea, Filipinas y Taiwán.

## Alimentación
Se alimenta predominantemente de cangrejos, gusanos y otros invertebrados.

## Reproducción
Son dioicos, o de sexos separados, ovíparos, y de fertilización externa. El desove sucede en grupos antes del anochecer. Forman parejas durante la maduración, y durante el ciclo reproductivo, pero no protegen sus huevos y crías después del desove.